# Rabszolgapart
A Rabszolgapart Nyugat-Afrikában, Togo, Benin és Nigéria nyugati részén, továbbá Ghána keleti részén húzódó tengerpart történelmi neve. A Guineai-öböl partján kb. 450 km hosszan húzódik a Volta és Niger folyók között. Elnevezése a gyarmatosítás idejéből ered, amikor a vidék fő "árucikkei" a rabszolgák voltak (Hasonlóan elnevezve a szomszédos Aranyparthoz - a mai Ghána tengerpartja, továbbá Elefántcsontparthoz (ma azonos nevű ország partvidéke) és a Borsparthoz - Libéria tengerpartja).

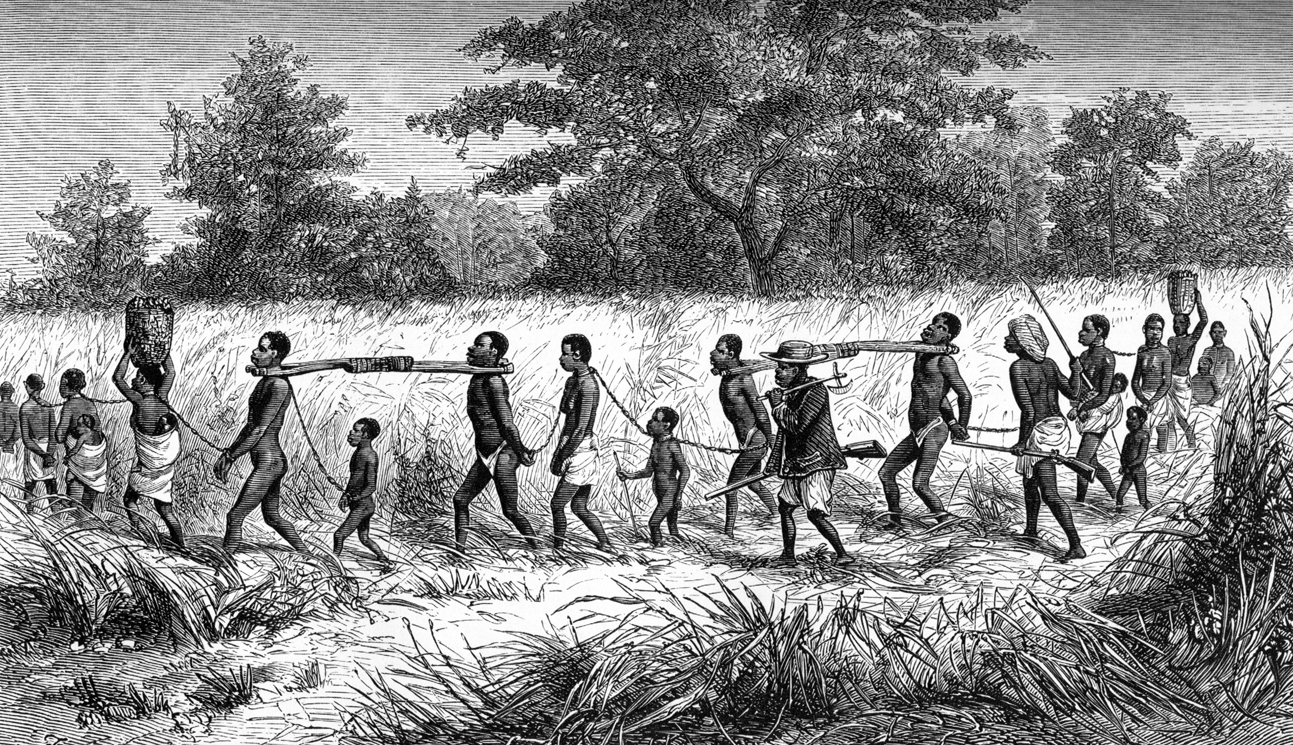
A rabszolgák szállítása

Amerika felfedezésének időszakában még a portugálok voltak az afrikai partok egyedüli európai látogatói. Bartolomeu Dias, Vasco da Gama és a többiek történelmi jelentőségű felfedező útjai egyengették a kereskedők behatolását, akik főként a partvidéken létesítettek cserekereskedelmi központokat, aranyat és fűszereket kerestek. Nemsokára a hollandok, az angolok és a franciák is megjelentek és megkezdték a gyarmatosítást. Amikor az európai vállalkozók kereskedni kezdtek a Benin Birodalommal, azt tapasztalták, hogy ott minden különösebb nehézség nélkül vásárolhatnak foglyokat. Az ottani szokás és íratlan törvények alapján rabszolgák csak azok lehettek, akiket a szomszédos népek közül ejtettek foglyul, tehát kívülállók, hitetlenek voltak. Ezt a törvényt gyakran megszegték és a benini emberkereskedők saját országuk lakosságát adták el rabszolgának. A 16. században a rabszolgák iránti szükséglet még korlátozott volt. Sem Anglia, sem Franciaország nem mutatott komolyabb érdeklődést irántuk. A nyugat-indiai szigeteken gazdálkodó legelső telepesek még a kubai piacról is beszerezhették rabszolga-szükségletüket.
A későbbi, rabszolgák iránti megnövekedett keresletnek két fő oka volt: a cukor és a dohány. Mind a cukornád, mind a dohány termesztése sok munkát igényel. A cukornádtermesztést 1640-ben vezették be Francia Nyugat Indiában. Termesztése hamarosan túlszárnyalta a dohányt és a legfontosabb profitforrássá lett.
1526-tól több rabszolgát vittek az Újvilágba, főleg a Karib-térségbe és Brazíliába. A fő afrikai kikötők, ahonnan a rabszolgákat vitték: Ouidah, Lagos, Aného (Kis Popo), Grand-Popo, Agoué, Jakin, Porto Novo és Badagri.
Sok millióra becsülik a rabszolgák számát, akiket innen elszállítottak Amerikába. Egyes becslések szerint több mint 10 millió. További több millió lehetett azon áldozatok száma, akik a szállítás során, az afrikai fogva tartás vagy a hajóút alatt veszítették életüket. Egész népeket irtottak ki, egész vidékeket tettek lakatlanná. A rabszolgákkal való kereskedelem itt a 19. századig, kb. 1840-ig virágzott.
Az innét elhurcolt rabszolgák vitték magukkal az Újvilágba a vudu vallást is, amely hagyományosan Togo és Benin területén volt honos.

## Helyszínek

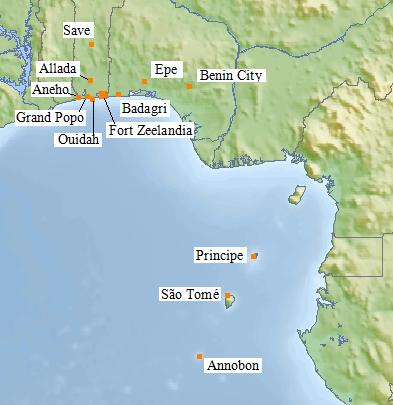
A rabszolga-kereskedelem fő központjai

A rabszolga-kereskedelem fő központjai voltak:
- Appa, 1732 - 1736.
- Meidorp/Meiborg,
- Agathon, 1717 - ?.
- Allada, 1660 - ?.
- Aneho, 1731 - 1760
- Annobon, 1641 - ?.
- Badagri, 1737 - 1748.
- Benin City, 1660 - 1740.
- Elmina
- Epe, 1732 - 1755.
- Grand-Popo, 1660 - ?.
- Jaquim (Godomey) 1726 - 1734 (Itt volt Fort Zeelandia).
- Offra, 1660 - 1691.
- Ouidah, 1670 - 1724.
- Principe,
- Sao Tomé, 1641 - 1648.
- Save, 1660-tól - ?.

Nagy központ volt még Gorée-sziget a szűkebb értelemben vett Rabszolgaparttól nyugatra, a Zöld-foknál.

## Fordítás
- Ez a szócikk részben vagy egészben  a   Slavenkust című holland Wikipédia-szócikk fordításán alapul.  Az eredeti cikk szerkesztőit annak laptörténete sorolja fel. Ez a jelzés csupán a megfogalmazás eredetét és a szerzői jogokat jelzi, nem szolgál a cikkben szereplő információk forrásmegjelöléseként.